# 정다정
정다정(1991년 12월 18일 ~ )은 대한민국의 만화가이다.
부산외고 재학 중 한국의 입시 풍토에 적응하지 못해 1학년을 마치고 미국으로 갔다가, 미국에서 고교 졸업 후 2011년 귀국하였다. 2011년 9월경 블로그에 올린 그림, 레시피가 네이버 웹툰 관계자의 눈에 띄어, 같은 해 네이버에 웹툰 《역전! 야매요리》를 연재하며 데뷔했다. 가족관계로는 부모님과 정다정보다 5살 어린 남동생이 있다.

## 작품
- 《역전! 야매요리》 (완결)
- 《애옹식당》(완결)

## 방송
- 《세상을 여는 아침 강다솜입니다》- 매주 월요일 '냉장고와 열정 사이'코너 고정 게스트(2012년 10월 22일~12월 24일)
- 《런닝맨》- 179회 ~ 180회 (2014년 1월 4일 ~ 2014년 1월 10일) 심사위원으로 출연

## 사건

### 이광낙 사건
이광낙(인터넷 아이디: Lv7.벌레)은 2012년 9월 모두가 불가능하다고 생각한 24인용 군용 텐트 혼자 치기(T24 소셜 페스티벌 또는 T24 행사)를 성공시켜 화제가 된 인물이다. 그는 당시 자신이 활동하던 인터넷 커뮤니티 SLR클럽에서 24인용 군용 텐트를 혼자 칠 수 있는지가 논란이 되자 “되는데요”라고 답글을 단 바 있는데, 이 말은 그가 텐트를 실제로 혼자 칠 수 있음을 보이자 누리꾼들 사이에서 유명세를 탔다.
한편, 정다정은 10월 13일 자신의 웹툰 《역전! 야매요리》에서 ‘되는데요’라는 이광낙의 유행어를 사용했다. 이에 이광낙은 행사전 그림을 그려달라는 자신의 요청 메일을 무시했다고 정다정에게 항의 메일을 보내고, 그녀의 트위터에 “T24 행사 전 도움의 손길은 뿌리치고 이제 와서 되는데요? 어찌됐든 재미있는 웹툰 야매요리”라고 글을 남겼다. 정다정은 “벌레님. 행사 전 메일을 받은 기억이 없습니다. 아까 답장 메일로 설명 드렸지만요”라고 답하였고, “그런 요청을 받았다면 기쁜 마음으로 그려 드렸을 거고 일정이 바빴다면 죄송하다는 답장을 꼭 보냈겠죠. 확인되지도 않은 얘기를 트위터에 올린 건 좀 너무하신 것 같아요. 여하튼 재미있다고 해주셔서 감사합니다”라고 자신의 입장을 밝혔다.
이광낙은 SLR클럽에도 글을 써 문제 제기를 했고, 정다정은 “그림 한 장 그려주는 거야 마음이 맞고 뜻이 통한다면 제 입장에선 정말 아무 문제 없습니다. 일전에도 무보수로 홍보용 일러스트 그려 드린 적이 있고요. 문제는 제가 요청 메일을 받은 적이 없어요”라고 재차 밝혔다. 이에 이광낙은 “정다정 씨, 죄송합니다. 제가 경솔했습니다. 다른 많은 트위터 유저님들의 말씀도 새겨듣고 반성하겠습니다”라고 사과했고, 정다정은 이 사과를 받아들였다.
하지만 이후 한 누리꾼이 남긴 “야매요리 만화는 몇 번 봤는데 작가 사진은 이번 일로 처음 봤다. 예쁘다. 내 눈이 낮은 건가”라는 글에 이광낙이 “네, 눈 낮으심”이라고 외모를 비하하는 듯한 답글을 달면서 재차 문제가 되었고, 정다정은 트위터에 “사람 외모 갖고 까는 게 제일 졸렬한 거다”라고 글을 남겼다. 결국 이광낙은 “정작가님, 비하발언으로 물의를 일으켜 죄송합니다. 앞으로 조용히 살겠습니다”라는 글을 남기고 SLR클럽과 트위터에서 탈퇴했다.

### 미티 사건
2012년 10월 18일 만화가 미티는 네이버의 앱 홍보용 릴레이 웹툰 ‘앱피소드(Appisode)’에 정다정의 웹툰 《역전! 야매요리》의 주인공이자 작가인 정다정의 분신인 ‘야매 토끼’를 등장시켰다. 미티의 이 웹툰에서 야매 토끼는 “이 남자 갖고 싶다”라는 대사와 함께 다리를 벌린 채 점액을 흘리는 모습으로 그려졌는데, 이를 누리꾼들이 여성을 비하하는 뜻으로 해석해 성희롱 논란이 일어났다. 하지만 미티작가는 그런 의도로 그린것이 아니라며 그날 바로 문제의 장면을 수정하여 다시 올렸다.